# Los Menucos
Los Menucos är en ort i Argentina.   Den ligger i provinsen Río Negro, i den södra delen av landet, 1 100 km sydväst om huvudstaden Buenos Aires. Los Menucos ligger 791 meter över havet och antalet invånare är 2 689.
Terrängen runt Los Menucos är huvudsakligen platt, men åt sydväst är den kuperad. Trakten runt Los Menucos är nära nog obefolkad, med mindre än två invånare per kvadratkilometer..
Omgivningarna runt Los Menucos är i huvudsak ett öppet busklandskap.